# Генрієтта Лорім'є
Елізабет Генрієт Марта Лорім'є (фр. Élisabeth Henriette Marthe Lorimier; 7 серпня 1775, Париж — 1 квітня 1854) — популярна портретистка в Парижі на початку Романтизму
Вона жила з французьким дипломатом і письменником Франсуа Пуквілем (1770–1838).

## Освіта та натхнення

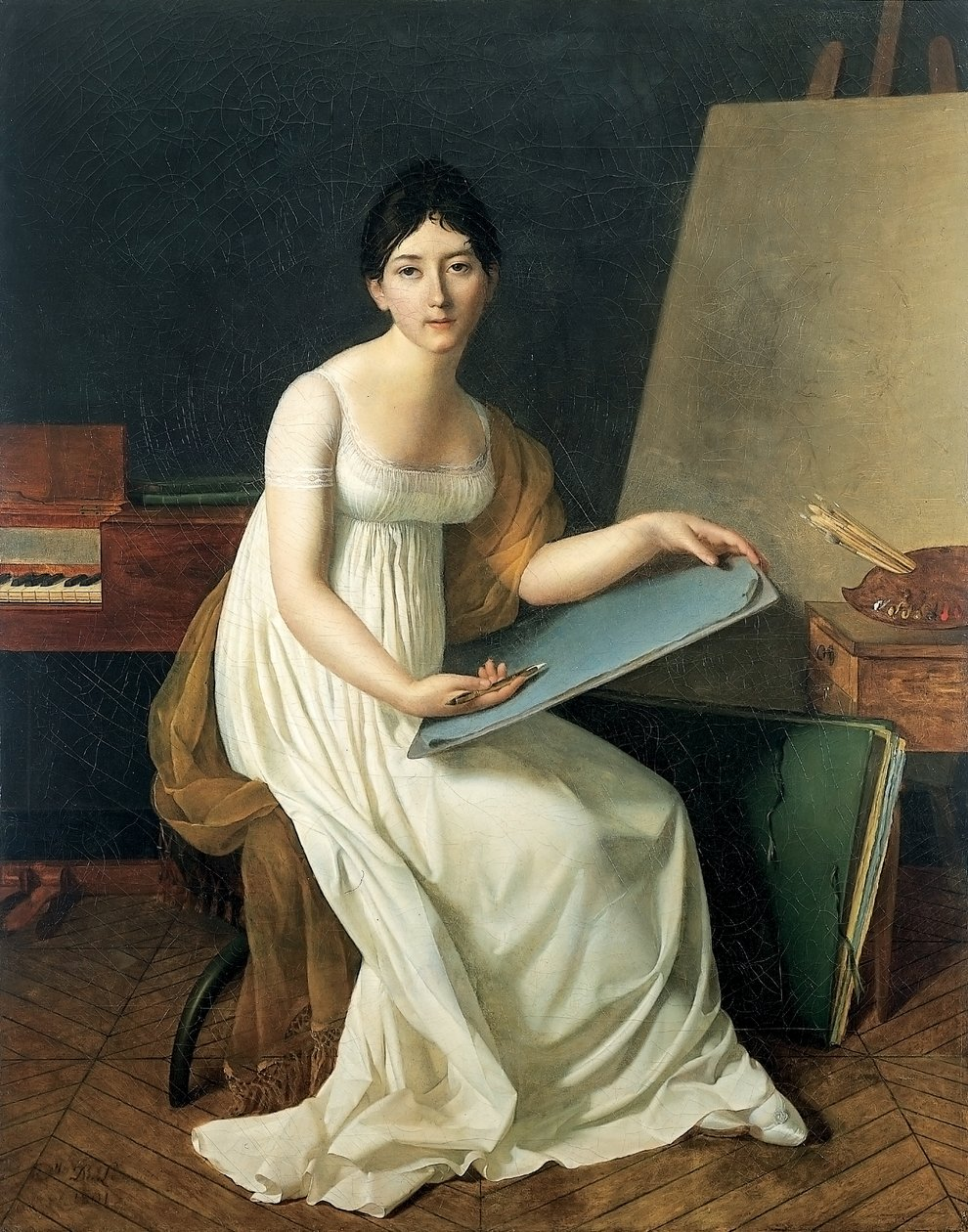
Автопортрет, 1801

Будучи ученицею історичного художника Жана-Батиста Реньо,  незабаром почала виставляти портрети та жанрові картини в паризьких салонах з 1800 по 1806 і з 1810 по 1814 роки.
У 1805 році принцеса Кароліна Мюрат-Бонапарт, сестра імператора, придбала картину «La Chèvre Nourricière», виставлену в салоні 1804 року. У 1806 році Генрієтта Лорім'є була нагороджена медаллю першого ступеня за картину «Жанна де Наварра», яку  придбала імператриця Жозефіна де Богарне, дружина імператора Наполеона. Картина досі експонується в резиденції  Шато де ла Мальмезон, в якому проживала Жозефіна де Богарне.

## Паризька знаменитість

### Жанна де Наварра

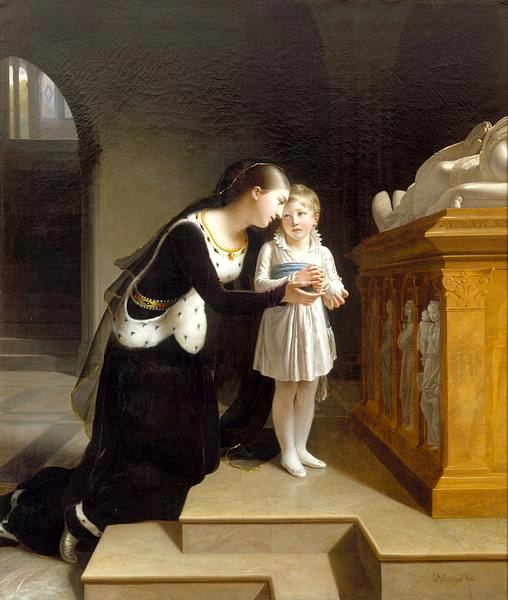
Жанна де Наварра, 1806 р

На картині зображена Жанна Евре-Наваррська, дочка Карла II (короля Наварри) і вдова Жана V Монфорського, герцога Бретані, який помер у 1399 році. Тут Жанна зображена зі своїм другим сином Артуром, майбутнім герцогом Бретані. Картина вважається прикладом зображення матері, оскільки герцогиня виконує свій материнський обов'язок, навчаючи сина побожності.
Виставлений в салоні 1806 року портрет мав величезний успіх. Імператриця Жозефіна відразу придбала його для своєї картинної галереї в замку Мальмезон, де він залишався до її смерті в 1814 році. Зараз він знаходиться в постійній експозиції в музичній кімнаті імператриці.

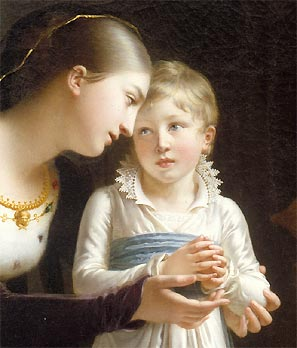
Жанна де Наварра, деталь

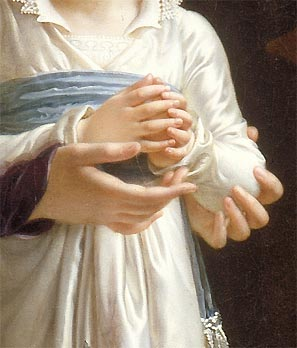
Жанна де Наварра, деталь

Це один із перших зразків стилю живопису, відомого як «Трубадур», що був введений в моду Олександром Ленуаром, який створив у 1795 році Музей французьких пам’яток, де в хронологічній послідовності були показані статуї та французькі пам’ятники, врятовані від руйнувань революції. Тисячі відвідувачів мріяли  перед гробницями великих людей минулого, зібраними лише в одному місці, аж до 1816 року, коли музей був закритий за наказом Людовика XVIII.
Незважаючи на те, що це була історична тема, «Жанна де Наварра» не демонструвала «благородного стилю», що вимагається від історичної картини, і, таким чином, не загрожувала статусу-кво. «Жанна де Наварра» була описана як урок для всіх матерів, оскільки зображено герцогиню, що виконує материнський обов'язок, навчаючи сина побожності. Для багатьох критиків ця картина була прикладом успіху, який жінка могла досягти в межах жанрового живопису. Огляду картини, який з'явився в «Mercure de France» (Меркюр де Франс), похвалив художницю за те, що вона не відступила від витончених тем, у яких її тема жіночності мала перевагу.

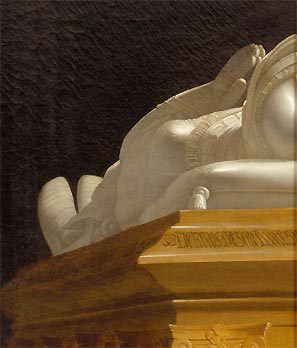
Жанна де Наварра, деталь

Проте стаття, опублікована в «l'Atheneum», рекомендувала залишатися в царині жанрового живопису: «Ми ризикуємо пообіцяти їй ще більший успіх, якщо вона захоче обмежитися малюванням солодких емоцій душі, ніжних і делікатних почуттів, зображати сцени побутового життя, залишаючи чоловікам історичні сюжети».

### La chèvre nourricière
Однак першою картиною, яку прокоментували, була «La Chèvre Nourricière» (Коза-годувальниця), на якій зображена молода мати, яка не може годувати дитину, сумно спостерігаючи за козою, яка виконує роль годувальниці. Критики стверджували, що цю сцену материнської любові та жалю могла намалювати тільки жінка, і підтверджували доцільність таких сюжетів для жінок-художниць. Цю похвалу слід розглядати в її контексті 1804 року і з тим фактом, що картина була придбана в 1805 році Кароліною Бонапарт, дружиною принца Мюрата, і що, очевидно, Генрієтта Лорім'є та її картини були в центрі уваги в Парижі у часи наполеонівського правління.
Вершиною слави художниці стала покупка її другої  картини самою імператрицею в 1807 році!

## Мистецько-інтелектуальне соціальне життя

Франсуа Пуквіль в Яніні (Версальський замок)

У той час Генрієтта Лорім'є зустріла Франсуа Пуквіля, який щойно повернувся з Османської імперії, де був ув'язнений. Генрієтта зосередилася на вивченні та вдосконаленні техніки живопису, поки не відчула, що знову готова виставити свої нові роботи до 1810 року. 
Генрієтта і Франсуа прожили разом до його смерті в 1838 році.
Подружжя часто бачили в різних «салонах», де зустрічалася інтелектуальна та мистецька шляхта Парижа, зокрема в салоні графині де Сегюр. Вони подружилися з багатьма впливовими діячами Імперії та Реставрації, такими як Шатобріан, Олександр Дюма, Енгр, Араго та Давид д'Анже, і це лише деякі з них.

## Роботи (частково)
- Автопортрет, 1801 р.,
- Une jeune fille, près d'une fenêtre, pleurant sur un passage d'Atala, 1802,
- La Chèvre nourrice, 1804,
- Автопортрет, 1805 р.
- Портрет Софі Реньо, 1805 р.
- Жанна де Наварра, 1806 р.
- Портрет мадам Демаре, 1807 р.
- L'Enfant Reconnaissant, 1810,
- Portrait de feu M. Joseph Delaleu, 1812 р.,
- Портрет маркізи де Рейнепон, 1816 р.,
- Портрет Ніколя Люпота, Лютьє ,
- Портрет мадам де Марголіс

### Деякі портрети Генрієтти Лорім'є

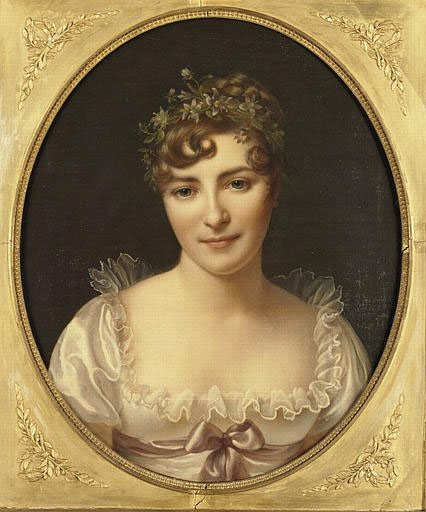
Пані де Марголіс Музей Гренобля
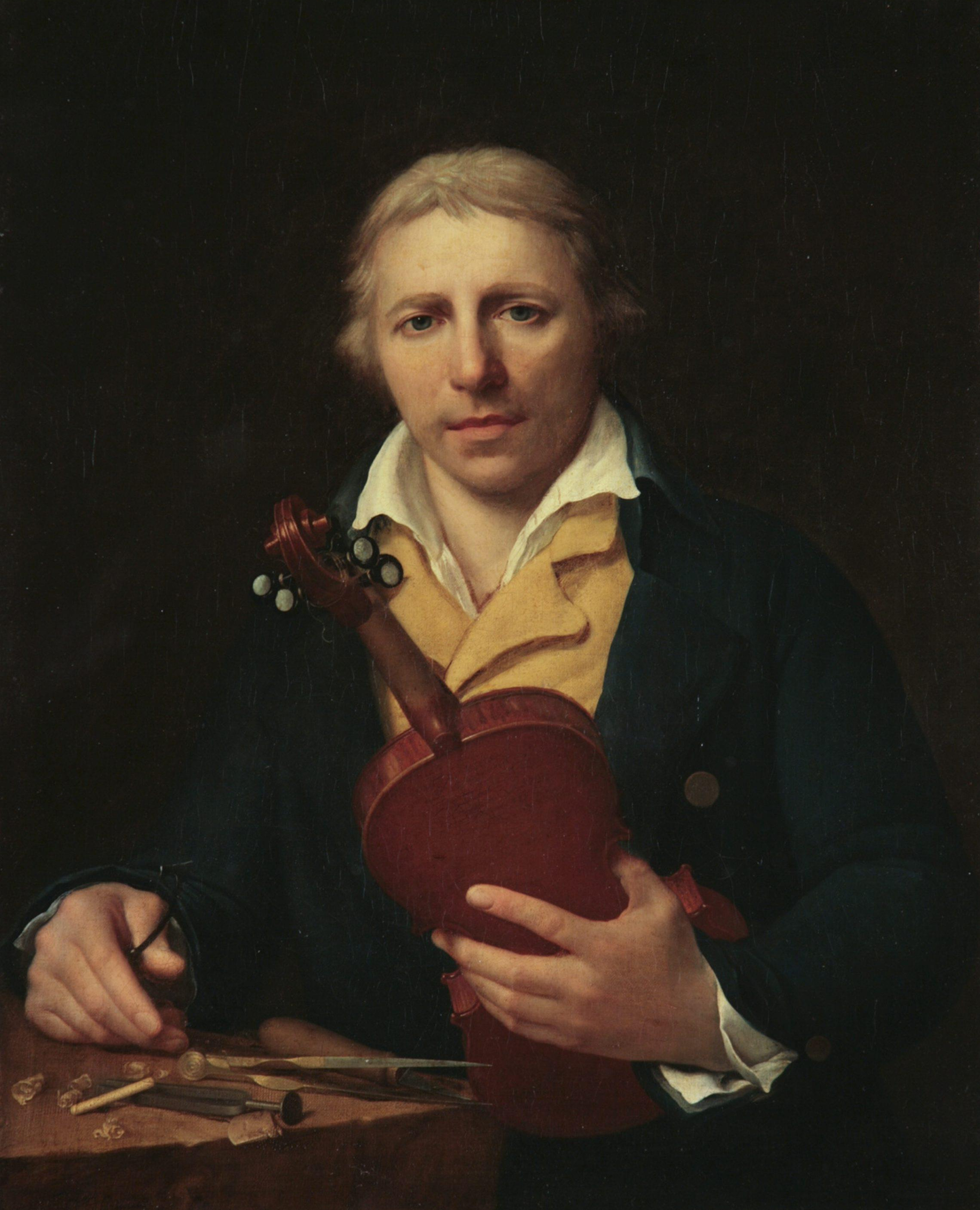
Лютьєр Ніколя Люпот Musée de la Musique
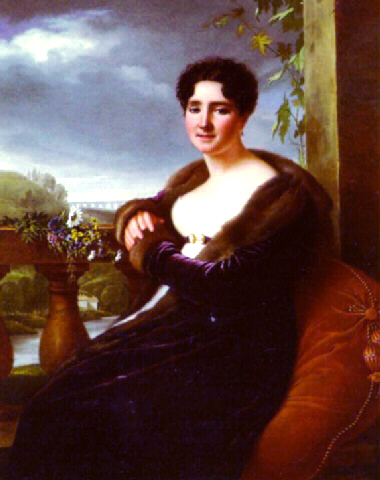
Маркіза де Рейнепон 1817 рік
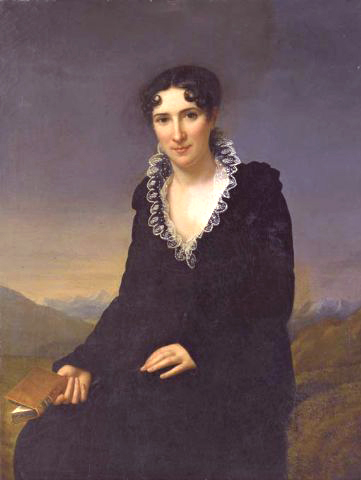
Мадам Демаре 1807 рік